# Uckendorf
Uckendorf ist ein östlicher Stadtteil von Niederkassel im nordrhein-westfälischen Rhein-Sieg-Kreis. Hier leben 1069 Personen (Stand 31. Dezember 2022).
Uckendorf verfügt über ein Feuerwehrhaus. Am südlichen Ortsausgang liegen eine Anlage der Ruhrgas AG und ein Golfplatz.
Sehenswert sind unter anderem der Elisenhof, Clostermanns Hof, die Alte Schule, der Türsturz der alten Kapelle und die 1908 bis 1909 errichtete katholische Kirche Sieben Schmerzen Mariens, einschließlich einer nahegelegenen Lourdesgrotte.

## Geschichte

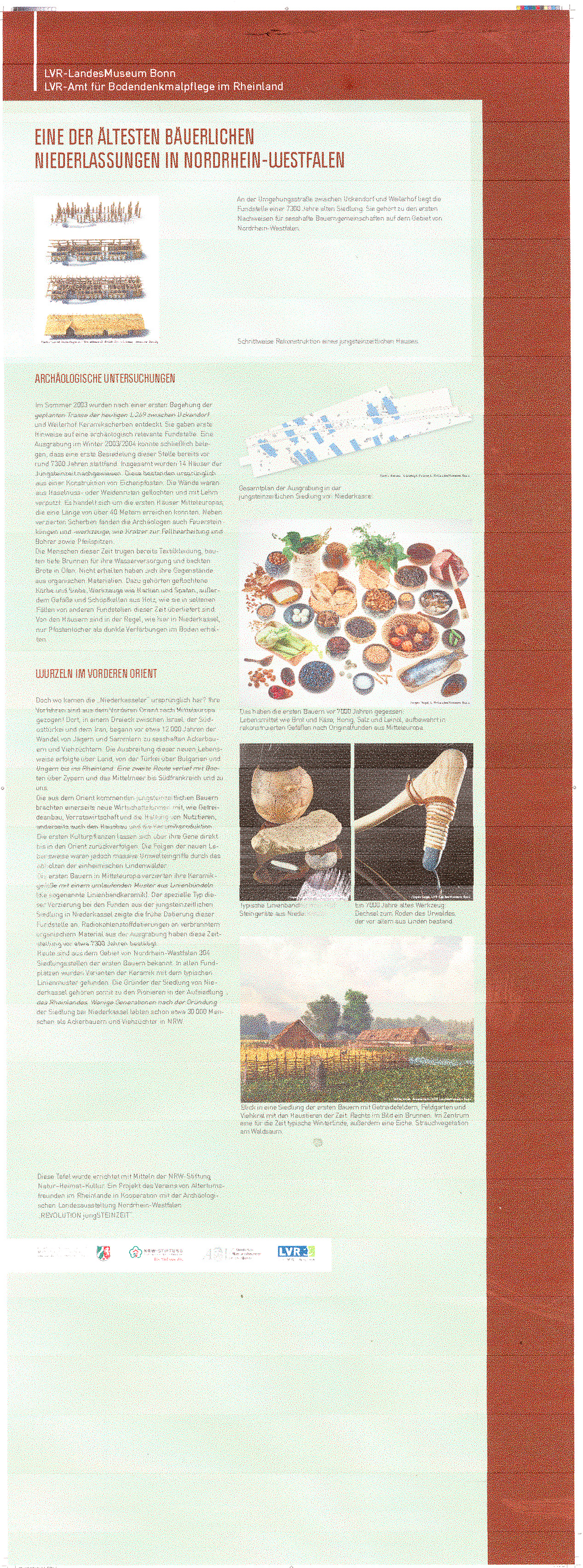
Infotafel am Rathausplatz in Niederkassel zur jungsteinzeitlichen Geschichte der Stadt Niederkassel.

Archäologische Funde verzierter Scherben sowie Feuersteinklingen und -werkzeuge, Kratzer zur Fellbearbeitung, Bohrer und Pfeilspitzen aus der ältesten Jungsteinzeit zeigen, dass der Siedlungsbereich Uckendorf bereits vor rund 7300 Jahren bestand. Dunkle Verfärbungen damaliger Pfostenlöcher deuten darauf hin, dass es damals 14 Bauernhäuser in diesem Gebiet gab.
Uckendorf wurde im 12. Jahrhundert erstmals als „Ockindorp“ erwähnt. 1555 gehörte die Honschaft Uckendorf zum Kirchspiel Niederkassel im bergischen Amt Löwenburg.
1922 wurde die Pfarre selbstständige Rektoratspfarre. Die Gemeinde Uckendorf gehörte zur Bürgermeisterei Niederkassel. Sie hatte 232 ha Fläche, davon 214 ha Ackerfläche.
Die Gemeinde hatte 1885 63 Wohnungen (einschließlich unbewohnter) mit 59 Haushalten. Uckendorf hatte 1885 246 Einwohner (119 Männer und 127 Frauen). Alle waren katholisch und gehörten zur Pfarre Niederkassel.
Am 1. August 1969 wurde Uckendorf nach Niederkassel eingemeindet.